# Kelime Çetinkaya
Kelime Çetinkaya (* 15. Juni 1982 in Kars) ist eine ehemalige türkische Skilangläuferin.

## Werdegang
Çetinkaya nahm von 2001 bis 2014 an Wettbewerben der Fédération Internationale de Ski teil. Bei den Olympischen Winterspielen 2002 in Salt Lake City belegte sie den 56. Platz im Sprint. Ihr bestes Ergebnis bei den nordischen Skiweltmeisterschaften 2003 im Val di Fiemme war der 44. Rang im 15-km-Massenstartrennen. Im März 2004 lief sie in Pragelato ihr erstes Weltcuprennen, das sie auf den 46. Platz im Sprint beendete. Dies war zugleich ihre beste Platzierung im Weltcup. Bei den nordischen Skiweltmeisterschaften 2005 in Oberstdorf war der 66. Rang im Sprint ihr bestes Ergebnis. Seit 2006 nimmt sie vorwiegend am Balkancup teil. Dabei holte sie sieben Siege und gewann 2007, 2008 und 2009 die Gesamtwertung. Ihre beste Platzierung bei den Olympischen Winterspielen 2006 in Pragelato war der 49. Platz im 30-km-Massenstartrennen. Der 41. Rang im 30-km-Massenstartrennen erreichte sie bei den nordischen Skiweltmeisterschaften 2007 in Sapporo. Bei den nordischen Skiweltmeisterschaften 2009 in Liberec holte sie den 73. Platz im Sprint und den 69. Rang über 10 km klassisch. Ihr bestes Resultat bei den Olympischen Winterspielen 2010 in Vancouver war der 53. Platz im Sprint. Bei den Olympischen Winterspielen 2014 in Sotschi war es der 56. Platz über 10 km klassisch.

## Teilnahmen an Weltmeisterschaften und Olympischen Winterspielen

### Olympische Spiele
- 2002 Salt Lake City: 56. Platz Sprint Freistil
- 2006 Turin: 49. Platz 30 km Freistil Massenstart, 52. Platz 10 km klassisch, 63. Platz Sprint Freistil
- 2010 Vancouver: 53. Platz Sprint klassisch, 60. Platz 15 km Skiathlon, 68. Platz 10 km Freistil
- 2014 Sotschi: 56. Platz 10 km klassisch, 61. Platz 15 km Skiathlon, 67. Platz Sprint Freistil

### Nordische Skiweltmeisterschaften
- 2003 Val di Fiemme: 44. Platz 15 km klassisch Massenstart, 54. Platz Sprint Freistil, 56. Platz 10 km klassisch, 66. Platz 2 × 5 km Doppelverfolgung
- 2005 Oberstdorf: 66. Platz Sprint klassisch, 67. Platz 10 km Freistil
- 2007 Sapporo: 41. Platz 30 km klassisch Massenstart, 63. Platz Sprint klassisch
- 2009 Liberec: 69. Platz 10 km klassisch, 73. Platz Sprint Freistil

## Siege bei Continental-Cup-Rennen
| Nr. | Datum            | Ort     | Disziplin      | Serie      |
| --- | ---------------- | ------- | -------------- | ---------- |
| 1.  | 26. Januar 2008  | Fundata | 5 km klassisch | Balkan-Cup |
| 2.  | 17. Februar 2008 | Pigadia | 5 km Freistil  | Balkan-Cup |
| 3.  | 10. Januar 2009  | Sjenica | 5 km Freistil  | Balkan-Cup |
| 4.  | 11. Januar 2009  | Sjenica | 5 km Freistil  | Balkan-Cup |
| 5.  | 17. Januar 2009  | Borowez | 5 km klassisch | Balkan-Cup |
| 6.  | 4. März 2009     | Mavrovo | 10 km Freistil | Balkan-Cup |
| 7.  | 10. März 2009    | Bursa   | 5 km klassisch | Balkan-Cup |